# 南韋納奇 (華盛頓州)
南韋納奇（英語：South Wenatchee）是美国华盛顿州奇兰县下属的一個普查规定居民点。該聚居地是韦纳奇-東韋納奇都會統計區的一部份。2010年美國人口普查時人口為1,553人。